# Рисове борошно

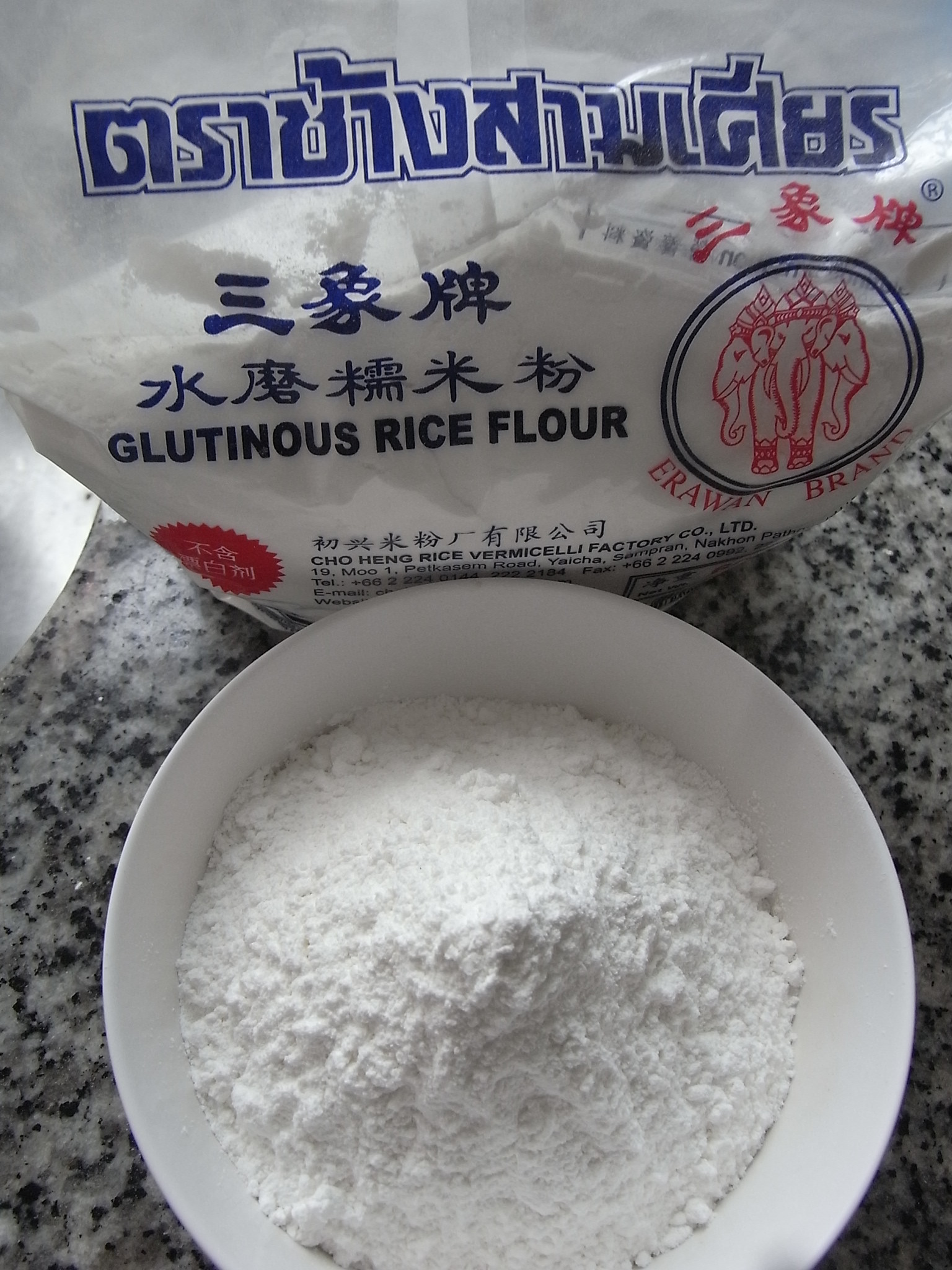
Рисове борошно

Рисове борошно — тип борошна, вироблений із зерен рису. Воно відрізняється від рисового крохмалю, який зазвичай отримують шляхом вимочування рису в лузі. Таке борошно часто використовують у національних кухнях країн південно-східної Азії: у японській, корейській, тайській, в'єтнамській, індійській. Рисове борошно також використовується як загусник у продуктах, які зберігаються в охолодженому або замороженому вигляді, оскільки вона стримує поділ рідин. 1 стакан рисового борошна (200 мл.) важче пшеничного і важить 140 г., а не 130 як склянка пшеничного.

Напівфабрикати і страви з рисового борошна
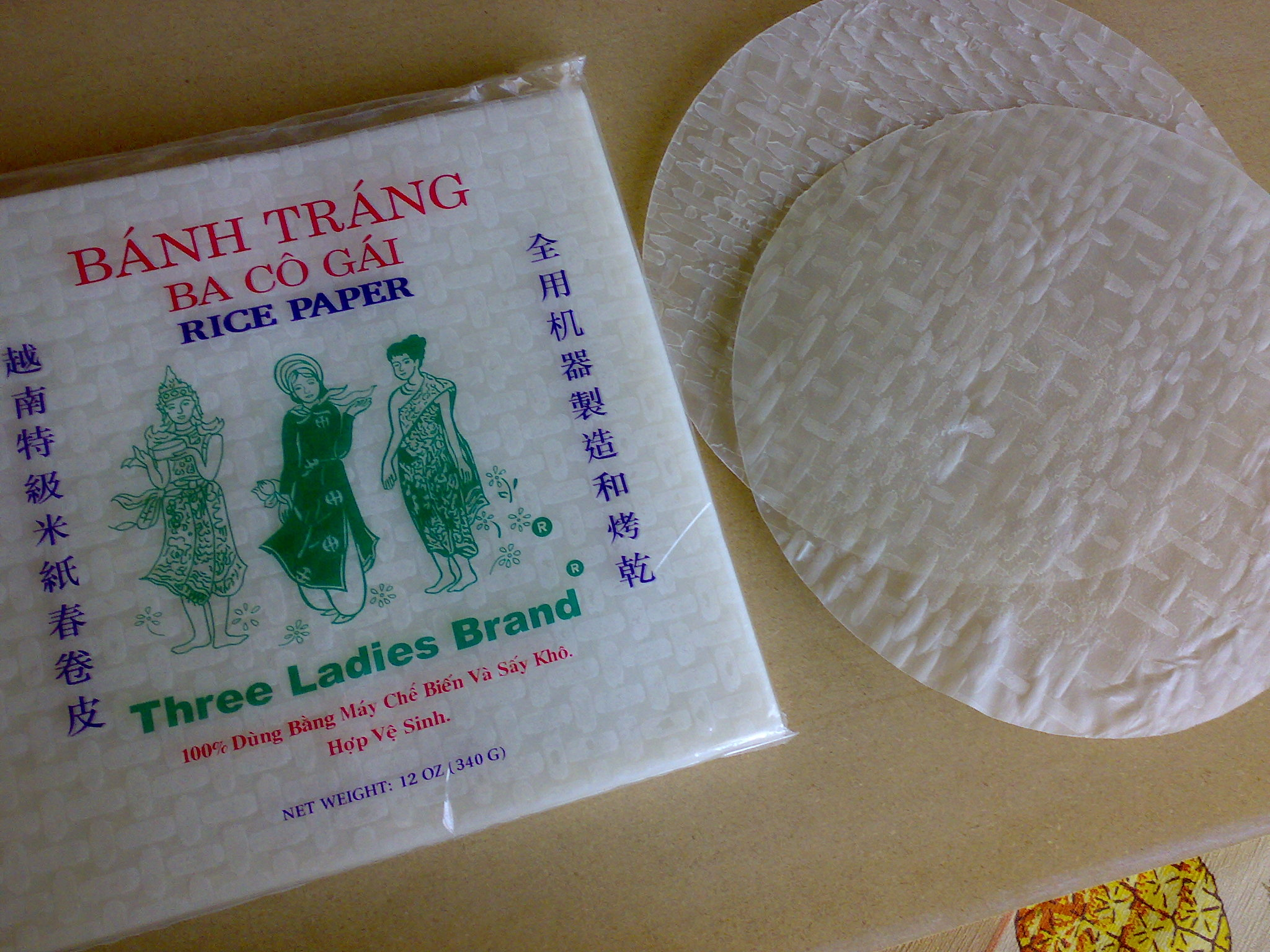
Рисовий папір
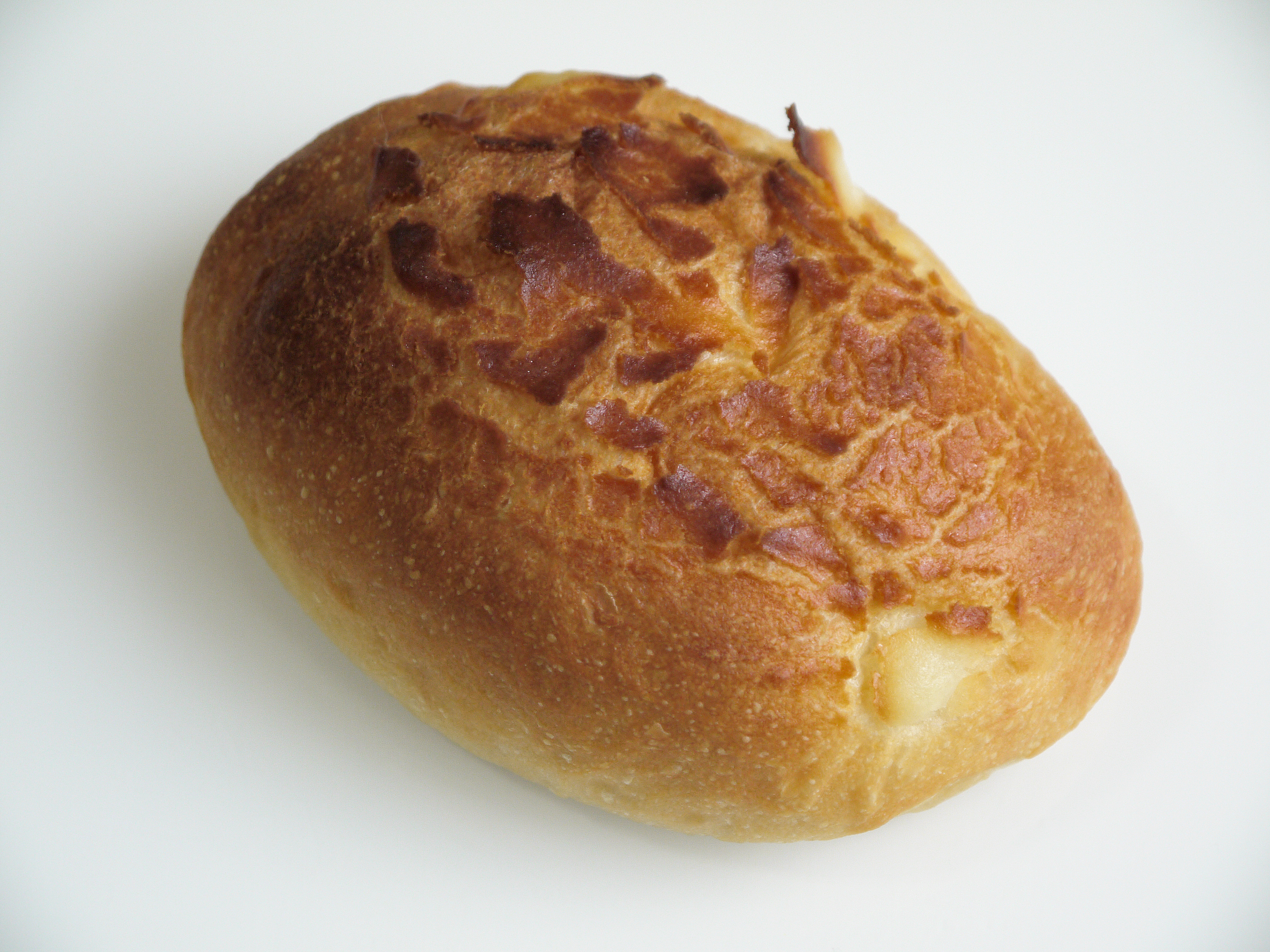
Японський рисовий хліб
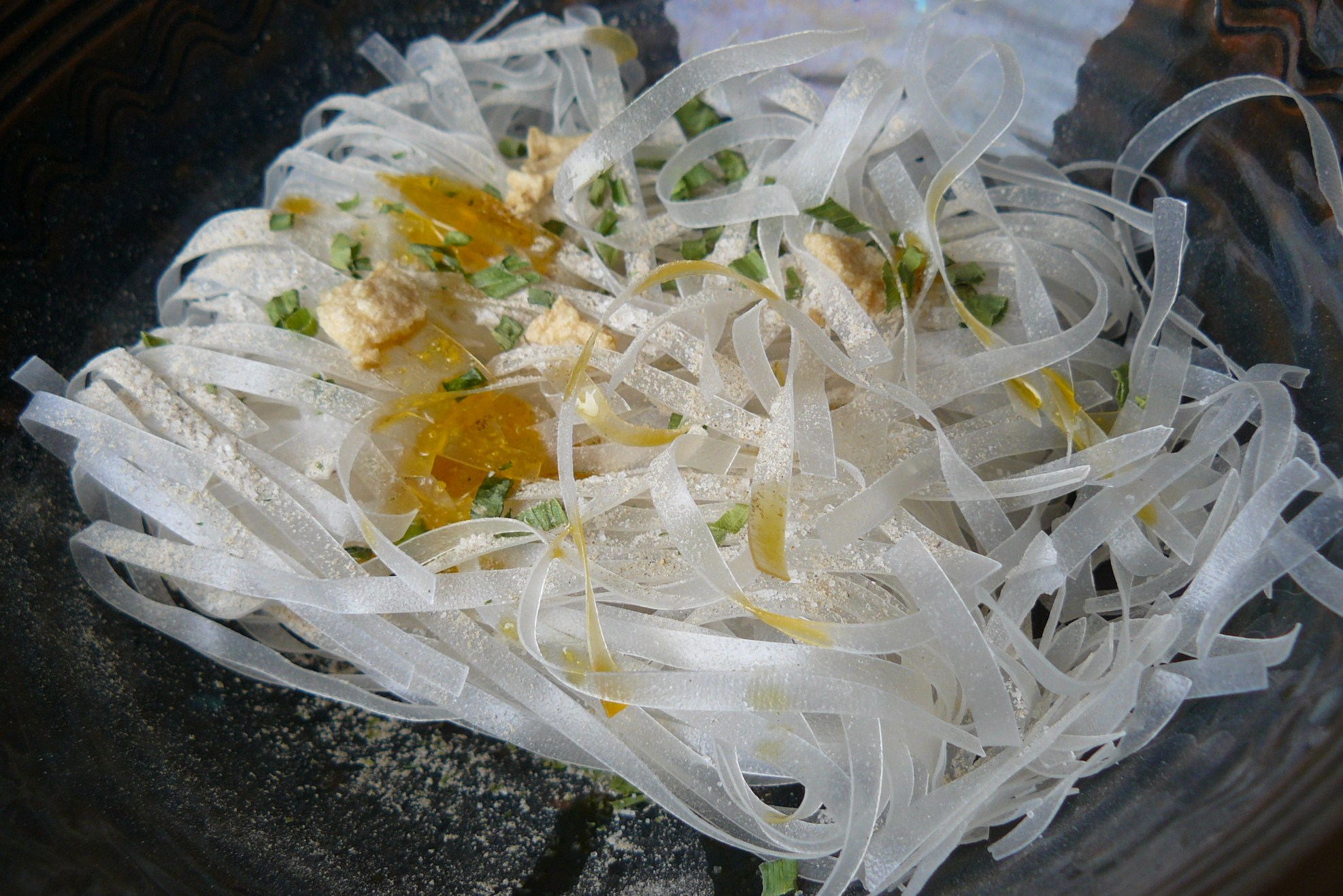
Рисова локшина